# 彭慧中
彭慧中（英語：Phoebe Pang Wai Chung，1989年7月23日—），香港女演員及主持，曾於《2010年度香港小姐競選》入圍最後八強，現為無綫電視經理人合約藝員。

## 簡歷
彭慧中家境富裕，有一名胞弟，父親在香港、內地經營時裝貿易生意。 她早年在香港長大，2004年中三（十五歲）畢業後往英國沙福郡入讀卡爾福德中學（Culford School），2008年在西倫敦大學雷丁學院暨藝術及設計學校修讀顧客行為及市場學系，但唸至二年級時回港參加《2010年度香港小姐競選》，並順利進入十五強。她原獲視為三甲大熱，惟競選期間出現負面新聞而影響形象，最終只在八強止步，落選後亦隨即加入無綫電視，首五年簽經理人合約，2015年續約時則轉簽基本藝人合約。
2013年，彭慧中因與梁彥宗及馮允謙一起主持旅遊節目《激Fun紐西蘭》而開始受人注目；2016年由於常在該台清談資訊節目《都市閒情》裡展示其修長雙腿，使她再次備受注目和人氣急升，更成為連登討論區的熱門話題；後來主要擔任電視節目主持，偶爾才會拍攝劇集。2020年5月中，她再由基本藝人合約改簽經理人合約。

## 演出作品

### 主持節目
| 首播         | 節目名                             | 備註 |
| 無綫電視     |                                    | |
| 2010年       | 更上一層樓                         | 第9輯、主持（與鄭裕玲、沈震軒及曾敏） |
| 2010年       | 森海尋寶                           | 主持（與徐子珊、謝天華及翟威廉） |
| 2010年       | 東張西望                           | 外景主持 |
| 2012年       | 順峰順水                           | 主持（與蘇民峰、高海寧、何傲兒、袁嘉敏、岑杏賢及梁嘉琪）                                                                                         |
| 2013年       | 激Fun紐西蘭 （页面存档备份，存于） | 主持（與梁彥宗及馮允謙） |
| 2015-2018年  | 都市閒情                           | 主持（與安德尊、章志文、蘇晉霆、朱敏瀚、宋芝齡、林淑敏、姚嘉妮及劉彩玉）                                                                         |
| 2016年       | 福星澳遊耀新歲                     | 主持（與安德尊、林凱恩、林穎彤、陳庭欣及麥明詩）                                                                                                 |
| 2016-2019年  | 文化新領域                         | 主持（與張景淳、焦浩軒及莊思明） |
| 2017-2020年  | 搵食飯團                           | 11月13日加入、主持（與陳國峰、溫家偉、趙希洛、陳凱琳、及吳業坤）                                                                                 |
| 2018年至今   | 流行都市                           | 主持之一（與安德尊、胡諾言、焦浩軒、吳天佑、譚永浩、宋芝齡、劉彩玉、姚嘉妮、陳詩欣、黃嘉雯、蔡嘉欣、謝芷倫、張美妮、林秀怡、林凱恩及朱智賢主持） |
| 2020 -2023年 | 藝文誌                             | 主持之一 |
| 2020年       | 我要做業主                         | 主持（與胡諾言及林秀怡） |
| 2022年       | 同舟之路                           | 主持（與陳貝兒及林溥來） |
| 2023年       | 吃貨橫掃曼谷                       | 主持（與高海寧、陳星妤及林澄光） |
| 2024年       | 吃貨橫掃深圳                       | 主持（與陸浩明、林秀怡、梁凱晴） |

### 綜藝節目
| 首播          | 節目名                                               | 備註                                                         |
| 無綫電視      |                                                      |                                                              |
| 2010年        | 2010年度香港小姐競選                                 | 參加者                                                       |
| 2010年        | 超級遊戲獎門人                                       | 嘉賓（第19集）                                               |
| 2010年        | 歡樂滿東華                                           | 《全台藝員卡拉之星大唱遊》環節演出嘉賓                       |
| 2011年        | 甜心先生                                             | 於無綫為食台播映、嘉賓（第31、32集）                         |
| 2011年        | 千奇百趣省港澳                                       | 嘉賓（第15集）                                               |
| 2012年        | 千奇百趣東南亞                                       | 嘉賓（第1集）                                                |
| 2012 - 2016年 | 姊妹淘                                               | 第二輯 嘉賓（第52、61、146、149、259、416、418、629、632集） |
| 2013年        | 反斗紅星放暑假                                       | 嘉賓（第2、9集）                                             |
| 2013年        | 千奇百趣玩FREE D                                     | 嘉賓（第2集）                                                |
| 2013年        | 澳門慶回歸 拉丁城區幻彩大巡遊 （页面存档备份，存于） | 演出                                                         |
| 2014年        | 千奇百趣玩HIGH D                                     | 嘉賓（第10集）                                               |
| 2015年        | 民峰而至                                             | 嘉賓（第20集）                                               |
| 2015年        | 超強選擇1分鐘                                        | 嘉賓（第17集）                                               |
| 2016年        | 夜宵磨                                               | 第三輯 嘉賓（第17集）                                        |
| 2016年        | 丙申年沙田龍舟競渡                                   | 演出                                                         |
| 2017年        | 千奇百趣特工隊                                       | 嘉賓（第16集）                                               |
| 2017年        | 萬眾同心公益金                                       | 演出嘉賓                                                     |
| 2017年        | 歡樂滿東華                                           | 演出嘉賓                                                     |
| 2018年        | 安樂蝸                                               | 嘉賓（第367集）                                              |
| 2018年        | 萬眾同心公益金                                       | 演出                                                         |
| 2018年        | TVB 50+1再出發節目巡禮2019                           | 嘉賓                                                         |
| 2019年        | 流行都市之安宋豬年冇時停                             | 演出                                                         |
| 2019年        | 粵講粵㜺鬼                                           | 第四輯 第13集嘉賓                                            |
| 2020年        | Do姐有問題                                           | 第四輯 第28集嘉賓                                            |
| 2020年        | 網購攻略＋big big shop感謝祭                         | 演出                                                         |
| 2020年        | 熱賣開催+big big動漫節                               | 演出                                                         |
| 2021年        | 煮場爭霸                                             | 第17集嘉賓                                                   |
| 2021年        | 天天開運王                                           | 第二輯 第29集嘉賓                                            |
| 2021年        | 開心大綜藝                                           | 第7集嘉賓                                                    |
| 2021年        | 明星運動會                                           | 演出                                                         |
| 2021年        | 開心大綜藝之暑假玩到盡                               | 演出                                                         |
| 2021年        | 野外步出2                                            | 第13集嘉賓                                                   |
| 2022年        | 萬眾同心公益金                                       | 演出                                                         |
| 2024年        | 獎門人新春感謝祭                                     |                                                              |

### 電視劇
| 首播     | 劇名              | 角色                            |
| 無綫電視 |                   |                                 |
| 2011年   | 你們我們他們      | 胡可玲（單元：〈我願意〉）      |
| 2012年   | 愛·回家           | 六 姨（第158集）                |
| 2012年   | 愛·回家           | 新聞主播（第385集）             |
| 2013年   | 戀愛季節          | 女教師                          |
| 2016年   | 巨輪II            | 少 女                           |
| 2017年   | 溏心風暴3         | 美 女（第2集）                  |
| 2020年   | 愛·回家之開心速遞 | 林寶娜（Miss Paula）（第747集） |
| 2021年   | 換命真相          | Paula（第8、14、16、23集）      |
| 2023年   | 妳不是她          | 王敏兒（Ella）                  |
| 2024年   | 逆天奇案2         | Olivia                          |
| 其他     |                   |                                 |
| 2019年   | PTU機動部隊       | 新聞報導員                      |

### 電影
| 首映   | 電影名       | 角色     |
| 2018年 | 我的情敵女婿 | 基金經理 |

## 曾獲獎項與提名
| 年份   | 獎項名                               | 結果 |
| 2020年 | 萬千星輝頒獎典禮2020「最佳節目主持」 | 提名 |

## 外部連結
- 彭慧中的Instagram帳戶
- 彭慧中的新浪微博
- 彭慧中在香港影庫上的簡介